# École élémentaire municipale de Takahashi Fukiya
 (janvier 2023).
L'École élémentaire municipale de Takahashi Fukiya (高梁市立吹屋小学校) est une école élémentaire municipale située à Fukiya, ville de Takahashi, préfecture d'Okayama, au Japon. Elle est jusqu'en 2012 la plus ancienne école en bois toujours active dans le pays, avant sa fermeture due à la baisse constante du nombre d'élèves inscrits, conséquence de la dépopulation et de la dénatalite qui touchent de nombreuses régions rurales japonaises. Après sa fermeture, elle est renommée « ancienne école élémentaire de Fukiya » (旧吹屋小学校, kyū-fukiya-shōgakkō).
Les bâtiments sont construits au début du XXe siècle dans un style pseudo-occidental typique de l'architecture japonaise de l'époque. En 2015, les locaux sont démantelés pour être rénovés et mis aux normes anti-sismiques. Le 21 avril 2022, l'école devient un site touristique pouvant être visité moyennant l'acquisition d'un ticket d'entrée.

## Histoire
L'exploitation des mines de cuivre à Fukiya débuta bien avant l'époque d'Edo, certains documents mentionnant la date de 807. Autour de 1830, la quantité de minerai extrait augmente fortement, avant de décliner après la restauration de Meiji. Les galeries basses étant inondées, l'exploitation se réduit aux galeries les plus hautes. En 1873, la gestion des mines est reprise par Mitsubishi, qui modernise les techniques de travail. L'exploitation connait un pic historique à la fin de l'ère Meiji et mobilise alors 1 263 salariés.
En 1901, Fukiya devient un « bourg » administratif. Aux alentours de 1920, il compte plus de 5 000 habitants, mais décline par la suite avec la fermeture des mines. Le sulfure de fer, extrait en même temps que le cuivre, fut utilisé comme élément de base pour produire un pigment ocre rouge appele bengara. Les familles Nishie, Hirokane et Katayama, impliquées dans la fabrication et/ou le commerce du pigment, laissèrent en héritage de magnifiques résidences a Fukiya. Leur toit est recouvert de tuiles de Sekishū.

### Construction des bâtiments et ouverture
Les débuts de l'école remontent à la fin de l'époque d'Edo, durant le bakumatsu, lorsque trois écoles terakoya sont ouvertes dans le village de Fukiya. Les plus anciens locaux destinés à l'éducation datent alors de 1857. Si les trois terakoya ont fermé quelques années plus tard, elles sont considérées comme ayant ouvert la voie de l'éducation des enfants à Fukiya.
L'école élémentaire de Fukiya ouvre officiellement en 1873. En 1900, les ailes Est et Ouest des locaux actuels sont construites. Le bâtiment principal est lui achevé en 1909. Les bâtiments de l'école est construit au cours de l'ère Meiji, alors que Fukiya prospérait grâce a l'exploitation du cuivre et la production de pigment bengara, oxyde de fer rouge et que le taux de scolarisation des enfants augmentait au niveau national.
En 2003, le bâtiment principal, l'aile Est et le couloir Est sont désignés comme biens culturels importants (catégorie bâtiment) par le département d'Okayama.

### Fermeture et rénovation
En 2008, le bureau de l'éducation de Takahashi débute des consultations locales, l'école connaissant une baisse continue d'élèves inscrits. En 2010, il tient une réunion avec les résidents de Fukiya, au cours de laquelle la fermeture de l'école est décidée. En mars 2011, l'école comptait deux élèves de première année, aucun élève de deuxième et troisième année, deux élèves de quatrième année et trois élèves de cinquième année, pour un total de 7 élèves répartis sur deux classes. Le 20 mars 2012 a lieu la dernière cérémonie des diplômes, et la cérémonie de fermeture de l'école. Les éleves de première et quatrième année ont classé jusqu'au 31 mars, date de la fermeture administrative.
Le démantèlement et la rénovation des bâtiments de l'école débutent en 2015. Ils sont alors prévus pour durer cinq ans, pour un budget total de 888 millions de yens. Toutefois, en septembre 2019 sont constatés des détériorations plus conséquentes que celles initialement prévues, alors que les travaux sont supposés etre achevés l'année suivante. La fin des réparations est donc repoussée à fin mars 2022, et le budget revu à 950 millions. L'école ouvre ses portes le 21 avril 2022.

## Architecture
Les ailes Est et Ouest sont construites de plain-pied, alors que le bâtiment principal comprend un étage. La structure est symétrique, avec au centre le bâtiment principal et les ailes Est et Ouest de part et d'autre de celui-ci. On trouve dans chaque bâtiment des fenêtres coulissantes doubles.
Le bâtiment principal mesure 30,9 sur 14,5 mètres avec un porche d'entrée en saillie sur la façade sud-ouest. À sa construction, il n'y avait pas de porche d'entrée, mais un dôme sur le toit côté façade. En entrant, on trouve sur la gauche le bureau du proviseur, et sur la droite la salle des professeurs. L'entrée débouche sur le couloir central (三軒廊下, sangen-rōka), qui servait autrefois de cour de récréation intérieure. Il connecte le bâtiment principal aux ailes Est et Ouest et donne également accès à l'étage supérieur. Si le sol du couloir est recouvert de plancher, il était autrefois en terre battue. Au plafond, on observe les treillis en bois qui soutiennent l'étage supérieur. Au deuxième étage du bâtiment principal, il y a un auditorium bordé à droite et à gauche par deux salles de classe. L'aile Est dispose de trois salles de classe, tandis que l'aile Ouest servait de gymnase. Les toilettes se trouvent dans le couloir Ouest.
La superficie du bâtiment principal est de 766,75 m2, celle de l'aile Est 272,21 m2, celle du couloir menant à l'aile Est 34,62 m2, l'aile Ouest 207,43 m2 le couloir menant à celle-ci et 39,75 m2.
Les locaux sont typiques de l'architecture de style Egawa, sans que l'on sache si les plans ont été conçus par Saburohachi Egawa lui-même ou s'il s'agit d'inspiration.

## Galerie

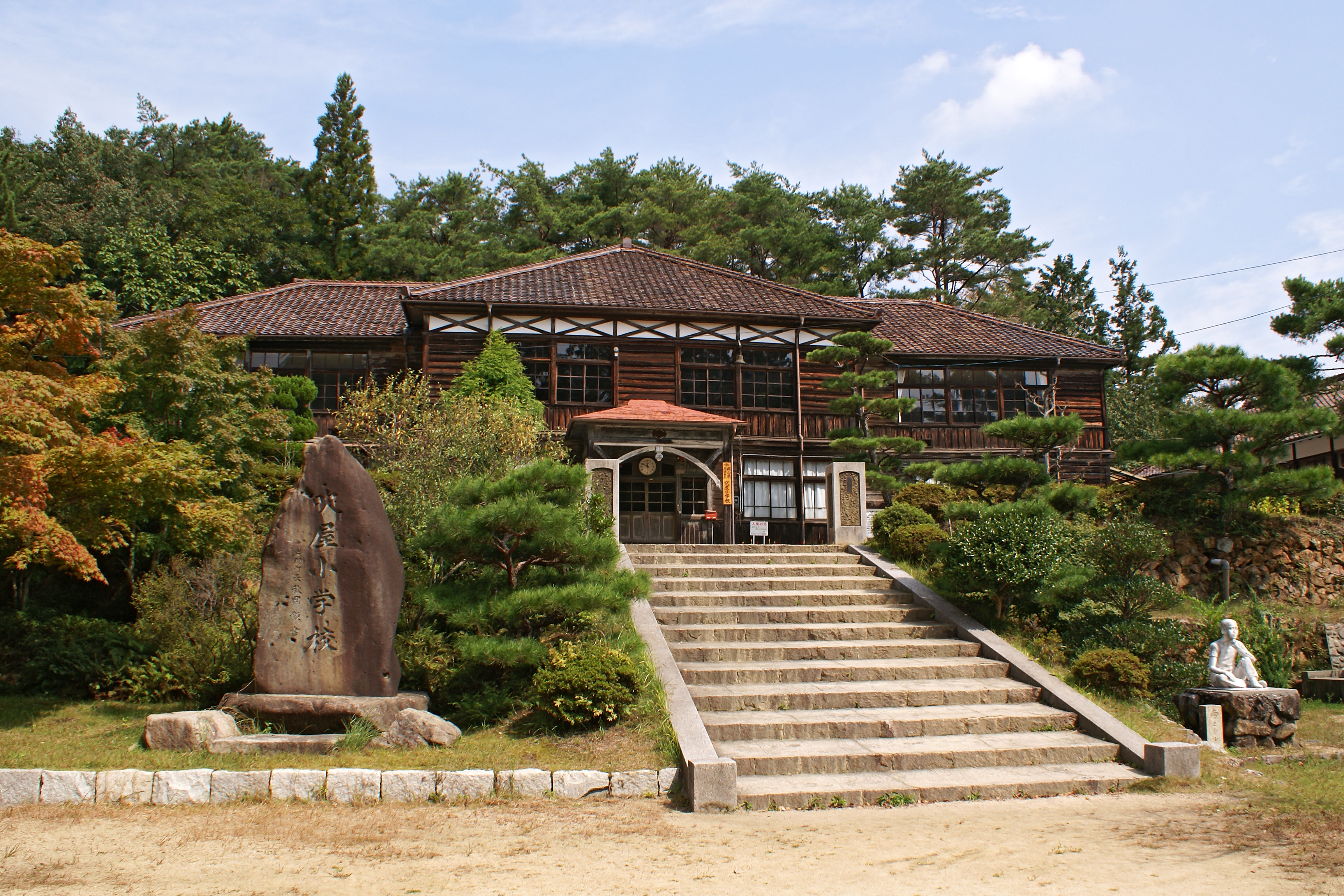
Façade de l'école.
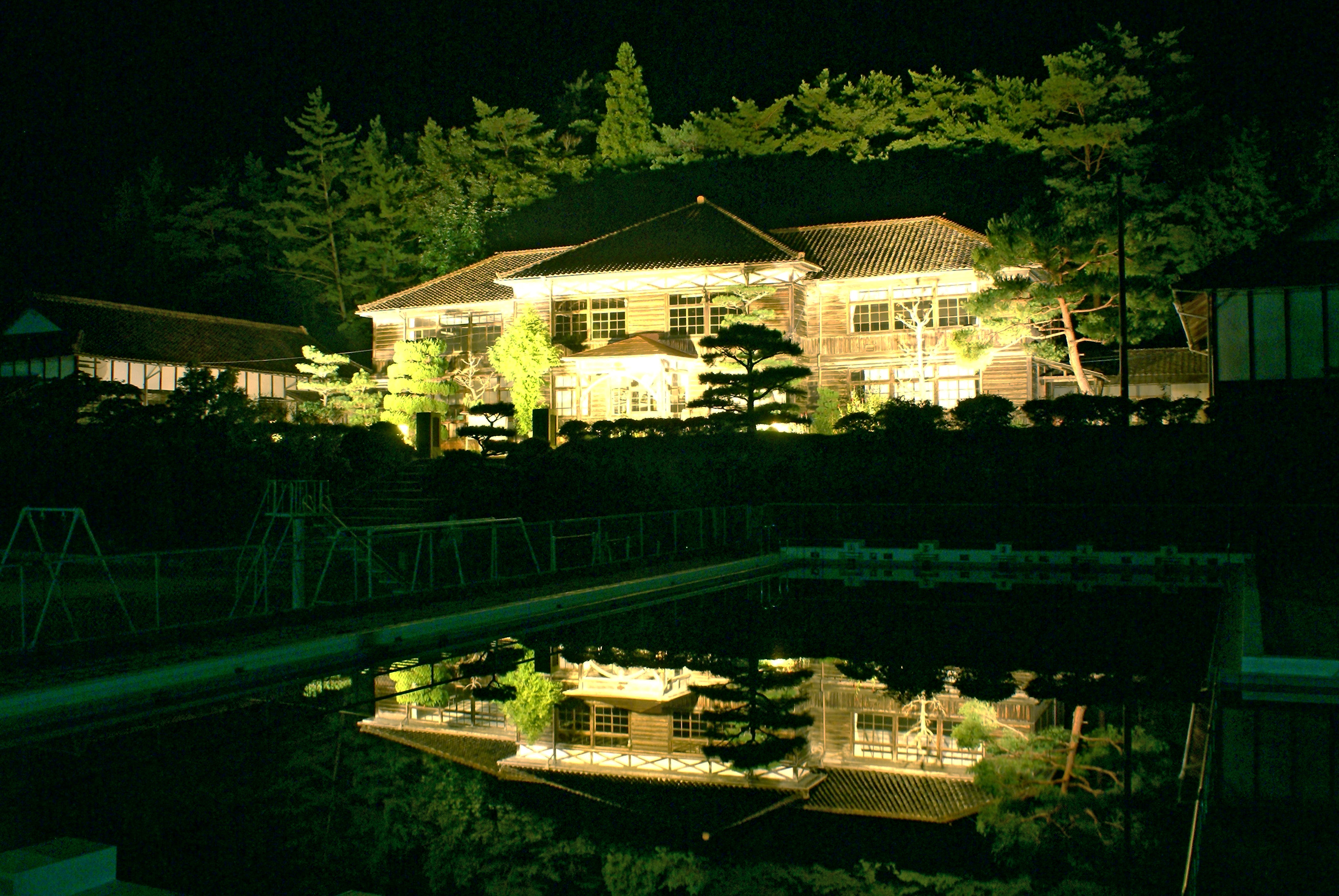
École vue de nuit.
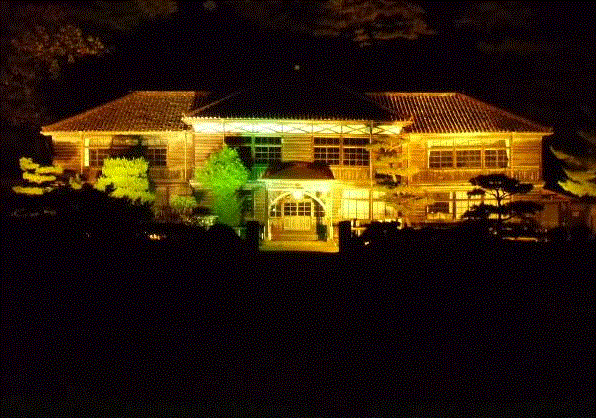
École vue de nuit.
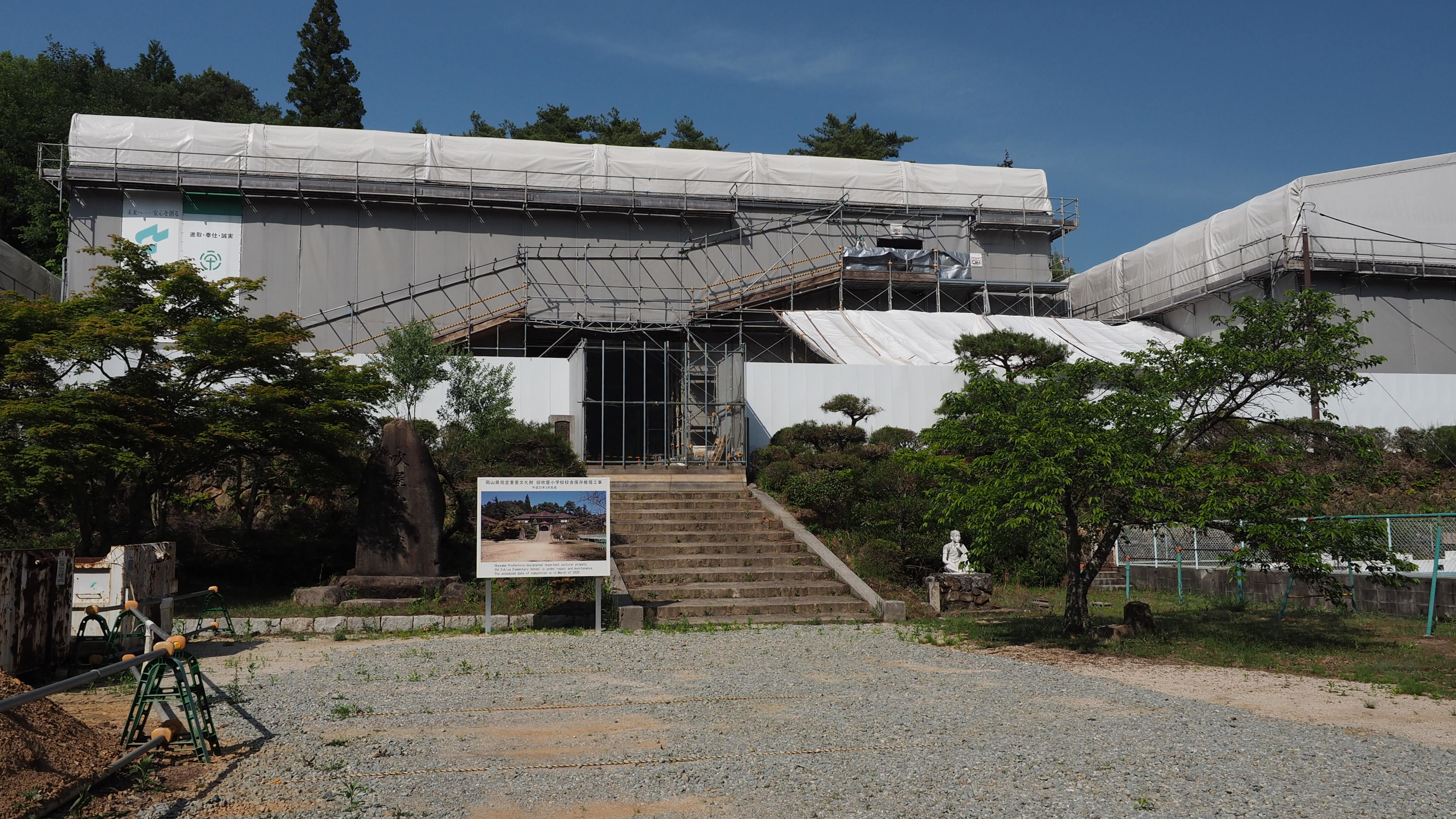
École pendant les travaux de rénovation.